# Off the Map: Klinika w tropikach
Off the Map: Klinika w tropikach (ang. Off the Map) – amerykański serial medyczny stworzony przez Jenny Bans dla American Broadcasting Company. Za produkcję odpowiada Shonda Rhimes, twórczyni innych seriali medycznych „Chirurdzy” czy „Prywatna praktyka”.

## Fabuła
Szóstka lekarzy, która pragnie uciec od codziennych problemów, przybywa do „ciudad de las Estrellas”, miasteczka w południowoamerykańskiej dżungli, które cierpi na brak personelu w szpitalu.

## Obsada
- Jonathan Castellanos jako Charlie
- Valerie Cruz jako Zitajalehrena Alvarez (Zee)
- Caroline Dhavernas jako Lily Brenner
- Jason Winston George jako Otis Cole
- Zach Gilford jako Tommy Fuller
- Mamie Gummer jako Mina Minard
- Martin Henderson jako Ben Keeton
- Rachelle Lefèvre jako Ryan Clark

## Odcinki
| Seria | Seria | Odcinki | Oryginalna emisja | Oryginalna emisja | Wydanie DVD |  |
| ----- | ----- | ------- | ----------------- | ----------------- | ----------- |  |
| Seria | Seria | Odcinki | Premiera serii    | Finał serii       | Wydanie DVD |  |
|       | 1     | 13      | 12 stycznia 2011  | 6 kwietnia 2011   | bd.         |  |